# المجلس المشترك لكشافة الدنمارك
المجلس المشترك لكشافة الدنمارك هو اتحاد الكشافة الوطني في الدنمارك. وقد بدأت الكشافة في الدنمارك في عام 1909 وهي بين أعضاء ميثاق المنظمة العالمية للحركة الكشفية في عام 1920. المجلس لدية 40813 كشاف.

## روابط خارجية
- الموقع الرسمي